# 藤本郷
藤本 郷（ふじもと ごう、1973年 - ）は、日本の漫画家・イラストレーター。

## 経歴
『G-men』の創刊初期において、髭・ガッチリ・太め・毛深の成人男性の性的魅力を存分に引き出した漫画やイラストを掲載し、日本のゲイ文化における「熊系」ブームの立役者の一人となった。その高い画力は海外でも評価され、英語媒体にも作品を発表している。
また、2002年に小学館主催の「小学館第51回新人コミック大賞」にて、カミングアウトしたゲイとその家族との葛藤を描いた「帰郷」（2003年1月10日発売 『ビッグコミックスペリオール増刊号』掲載）が佳作に選ばれた。
現在ではゲイ雑誌での活動が少なくなっているが、2002年より毎年発表している熊系男性を描いたカレンダーやオリジナルデザインのTシャツなどは、髭・ガッチリ・太め・毛深といった要素に性的魅力を感じるゲイの間で依然として人気がある。また、一般誌にイラストを掲載するなど、活動の場をゲイ雑誌に限定していない。
先天性の聴覚障害者であることを公表しており、『G-men』で連載されていた代表作『ベアーズ探偵団』の中で、聴覚障害者のゲイを登場させている。